# Валон Бехрами
Валон Бехрами (на албански: Valon Behrami) е швейцарски футболист от албански произход, роден на 19 април 1985 г. в Косовска Митровица, Косово (по онова време Титова Митровица в Югославия). Играе като дефанзивен полузащитник в Удинезе.

## Клубна кариера
Родителите на Бехрами емигрират в Стабио, Швейцария, когато той е на пет години. Първоначално се занимава с лека атлетика и дори печели титли на местно ниво в дисциплината крос кънтри. Започва да тренира футбол едва тринадесетгодишен. Първият си професионален договор подписва с Лугано през 2002 г. Същата година получава швейцарско гражданство. Отборът обаче фалира и интерес към него проявяват отбори като Грасхопърс, Базел и Дженоа. Бехрами избира втородивизионния италиански Дженоа. Там прекарва един сезон, преди 50% от правата му да бъдат продадени на друг отбор от Серия Б - Верона. Силното му представяне през сезон 2004/2005 му носи наградата за най-добър играч на Серия Б и предизвиква интереса на Лацио, Ювентус, Интер и Тотнъм. Бехрами подписва с Лацио и играе там три години, преди да замине за Англия в Уест Хем. Във Висшата лига обаче е преследван от контузии. През януари 2011 г. се връща в Италия. Там се състезава сезон и половина за Фиорентина, а след това два сезона за Наполи, с който печели Купата на Италия през 2014 г. Същата година преминава в Хамбургер, където играе неговият сънародник и добър приятел Йохан Джуру.

## Национален отбор
За националния отбор на Швейцария Бехпами дебютира на 8 октомври 2005 г. срещу Франция. Участва на три Световни първенства - в Германия през 2006 г. (където се контузва на тренировка и участва само в една среща като смяна в края на мача), Южна Африка през 2010 г. (един мач, в който получава червен картон) и Бразилия през 2014 г. (четири мача), както и на Евро 2008 в Австрия и Швейцария (три мача).

## Успехи
- Носител на Купата на Италия (1):
  - 2014 (Наполи)
- Най-добър играч на Серия Б (1):
  - 2005 (Верона)